# Henri-Marie Ducrotay de Blainville
Pour les articles homonymes, voir Blainville.
Henri-Marie Ducrotay de Blainville, né le 12 septembre 1777 à Arques-la-Bataille (alors encore appelé simplement Arques) près de Dieppe et mort le 1er mai 1850 à Paris, est un zoologiste et anatomiste français.

## Biographie
Vers 1796, il s'installe à Paris pour étudier la peinture, mais s'oriente bientôt vers l'histoire naturelle. Il est remarqué par Georges Cuvier, qu'il supplée à plusieurs occasions au Collège de France. Il obtient en 1808 son titre de docteur en médecine avec une thèse intitulé Propositions extraites d'un essai sur la respiration, suivies de quelques expériences sur l'influence de la huitième paire de nerfs dans la respiration. En 1812, il obtient grâce à Cuvier la chaire d'anatomie et de zoologie de la Faculté des sciences de Paris avec une thèse intitulée Dissertation sur la place que la famille des ornithorynques et des échidnés doit occuper dans les séries naturelles. Mais les deux hommes ne s'entendent guère et finissent par se haïr.
Il seconde Jean-Claude Delamétherie (1743-1817) dans le Journal de physique, de chimie, d'histoire naturelle et des arts à partir de 1813 avant d’en assurer la direction, de juillet 1817 à 1823.
C'est Blainville qui, en 1816, élève au rang de classes indépendantes les Reptiles et les Amphibiens (ou Batraciens).

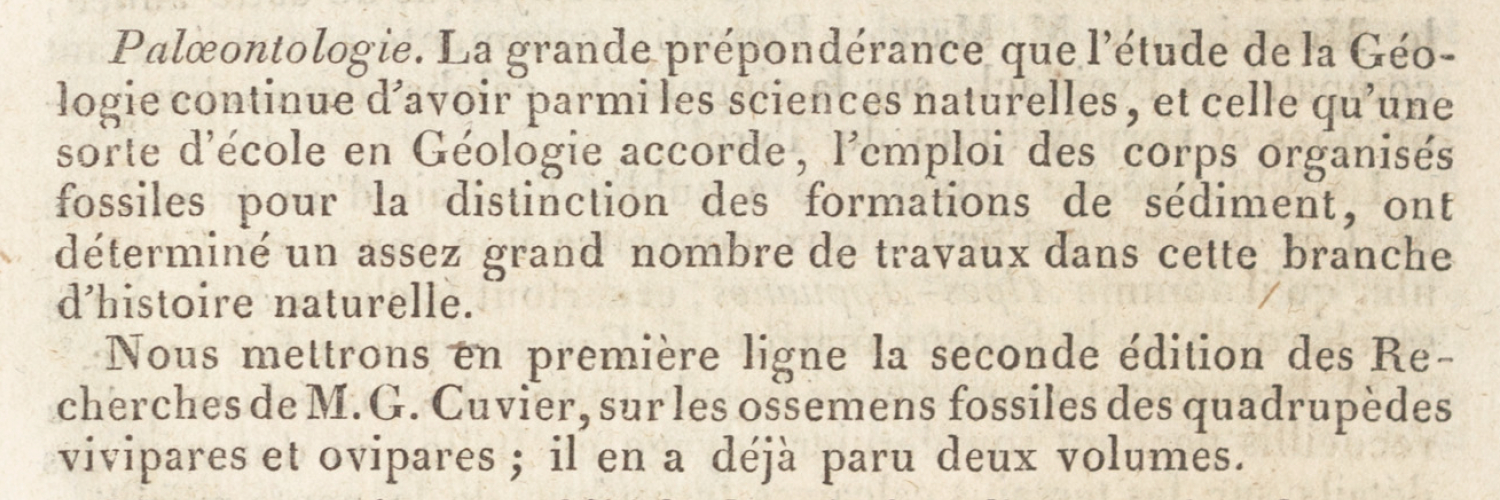
Première mention du mot palæontologie tel que publié en janvier 1822 par Blainville dans son Journal de physique.

En janvier 1822, il crée le terme « palæontologie » pour désigner la science naissante de la paléontologie fondée par son maître Georges Cuvier.
En 1825, Blainville est élu membre de l'Académie des sciences.
Au Muséum national d'histoire naturelle, la mort en décembre 1829 de Jean-Baptiste de Lamarck (1744-1829) laisse vacante la chaire de Zoologie, que le Muséum sous-divise alors en deux nouvelles chaires : la chaire de Zoologie des insectes, des vers et des animaux microscopiques et la chaire d'Histoire naturelle des mollusques, des vers et des zoophytes. C'est cette dernière, dès sa mise en fonction en 1830, qui est immédiatement attribuée à Blainville. Il la quitte deux ans plus tard, en 1832, pour occuper jusqu'à sa mort la chaire d'Anatomie comparée, laissée vacante par la mort de Cuvier. La même année de 1832, Blainville devient membre étranger de la Royal Society.
On doit à Blainville la classification moderne de la classe des Mammifères partagée en trois sous-classes : les Monotrèmes, les Marsupiaux et les Placentaires (qu'il nommait respectivement les Ornithodelphes, les Didelphes et les Monodelphes dans son Cours de la Faculté des Sciences en 1834).
Sur les principes de la zooclassie (1847) devait constituer l'introduction de l'Histoire Naturelle des Mollusques, faisant partie des Suites à Buffon de l'éditeur Roret.
En raison de la mort subite de Blainville en 1850, l'ouvrage en préparation n'a pas vu le jour.
On le retrouva mort à l'Embarcadère du Havre (actuelle gare Saint-Lazare), dans une voiture de chemin de fer où il avait pris place pour se rendre à Caen. Pierre Flourens (1794-1867) prononça son Éloge à l'Académie des sciences en 1854. Il est inhumé au cimetière du Père-Lachaise (division 54).

## Liste partielle des publications
- 1816 : Prodrome d'une nouvelle distribution systématique du règne animal, Bulletin de la Société philomatique de Paris, Vol.8.
- 1822 : De l'Organisation des animaux, ou Principes d'anatomie comparée (Paris : F.-G. Levrault).
- 1824 : Révision de l’ouvrage de Johann Gottfried Bremser (1767-1827) Traité zoologique et physiologique sur les vers intestinaux de l'homme (Paris : C.-L.-F. Panckoucke).
- 1825 : Manuel de malacologie et de conchyliologie (Paris : F.-G. Levrault) — édition numérique sur Gallica.
- 1827 : Manuel de malacologie et de conchyliologie, Nouvelles additions et corrections au Genera (Paris : F.-G. Levrault).
- 1827 : Mémoire sur les bélemnites, considérés zoologiquement et géologiquement (Paris : F.-G. Levrault).
- 1830 : " Cours de physiologie générale et comparée, professé à la Faculté des Sciences de Paris ... publié par les soins de M. le docteur Hollard et revu par l'auteur. Paris, Rouen Frères, et Bruxelles au dépôt général de la Librairie Médicale Française. 40 livraisons sous couvertures imprimées jaunes.
- 1833 : Cours de physiologie générale et comparée, professé à la Faculté des sciences de Paris (trois volumes, Paris : G. Baillière) — édition numérique sur Gallica : volume un, volume deux et volume trois.
- 1834 : Manuel d'actinologie ou de zoophytologie (deux volumes, Paris : F.-G. Levrault) — édition numérique sur Gallica volume de texte et volume de planches.
- 1839 : Ostéographie ou Description iconographique comparée du squelette et du système dentaire des mammifères récents et fossiles... (quatre volumes, Paris : G. Baillière).
- 1842 : Rapport sur les résultats scientifiques du voyage de circumnavigation de ″L'Astrolabe″ et de ″La Zélée″... Partie zoologique (Paris : impr. de Bachelier).
- 1845 : Histoire des sciences : de l'organisation et de leurs progrès comme base de la philosophie éditée par François Louis Michel Maupied (1814-1898) (trois volumes, Paris : Perisse frères).
- 1847 : Sur les principes de la zooclassie, ou de la Classification des animaux (Paris : impr. de Fain) — version textuelle sur Gallica.

## Hommages
Une rue porte son nom à Arques-la-Bataille. Une rue et une école maternelle portent son nom à Dieppe. La rue Blainville du 5e arrondissement de Paris porte son nom.